# Charles Billings
Pour les articles homonymes, voir Billings.
Charles W. Billings, né le 26 novembre 1886 à Eatontown et mort le 13 décembre 1928 à Deal, est un tireur sportif américain. 

## Biographie
Aux Jeux olympiques d'été de 1912 à Stockholm, Charles Billings est sacré champion olympique de tir aux pigeons par équipe. Il termine à la 42e place de l'épreuve individuelle de tir aux pigeons.
Il est de 1920 à 1928 le maire d'Oceanside au New Jersey. Il a pris part aux compétitions du tir au ball-trap en 1911 et 1913 (Travers Island, New York clay pigeon shooting).